# Savska (Bělehrad)
Savska (v srbské cyrilici Савска) je ulice v srbské metropoli Bělehradu. Spojuje Sávské náměstí (srbsky Savski trg) s křižovatkou Mostar. Pojmenována je podle řeky Sávy, neboť se v její blízkosti nachází.

## Historie
V roce 1905 se objevovala pod názvem Moravska.
V období existence meziválečné Jugoslávie nesla název Strosmayerova po Josipu Jurajovi Strossmayerovi. Poté se nějakou dobu také jmenovala Slobodana Penezića-Krcuna podle v tehdejší Jugoslávii známého partyzána.
Dlouhou dobu zde stála zástavba pouze z východní strany a ze západní se nacházel rozsáhlý areál nádraží Beograd-Glavna. Během druhé poloviny 20. století existovalo několik projektů přestavby/modernizace bělehradského železničního uzlu, které by se dotkly i fungování samotné Savské ulice.
V souvislosti s projektem Beograd na vodi bylo nádraží přesunuto a na původní ploše vznikly nové budovy, přiléhající k Sávské ulici. 

## Významné budovy
- Pošta 6, dříve historizující a později modernistická budova, určená k demolici
- Palác spravedlnosti (srbsky Palata pravde).
- Ministerstvo vnitra (Srbsko)